# Districte de Snina
El districte de Snina - (eslovac) Okres Snina - és un dels 79 districtes d'Eslovàquia. Es troba a la regió de Prešov, al nord del país. Té una superfície de 804,74 km², i el 2013 tenia 37.739 habitants. La capital és Snina.

## Demografia
| Godina             | 1994   | 2004   | 2014   | 2024   |
| ------------------ | ------ | ------ | ------ | ------ |
| Nombre de persones | 39.369 | 39.204 | 37.451 | 33.792 |
| Diferència         |        | −0,41% | −4,47% | −9,77% |

| Godina             | 2023   | 2024   |
| ------------------ | ------ | ------ |
| Nombre de persones | 34.071 | 33.792 |
| Diferència         |        | −0,81% |

## Llista de municipis

### Ciutats
- Snina

### Pobles
Belá nad Cirochou | Brezovec | Čukalovce | Dlhé nad Cirochou | Dúbrava | Hostovice | Hrabová Roztoka | Jalová | Kalná Roztoka | Klenová | Kolbasov | Kolonica | Ladomirov | Michajlov | Nová Sedlica | Osadné | Parihuzovce | Pčoliné | Pichne | Príslop | Runina | Ruská Volová | Ruský Potok| Stakčín | Stakčínska Roztoka | Strihovce | Šmigovec | Topoľa | Ubľa | Ulič | Uličské Krivé | Zboj | Zemplínske Hámre
1. 1 2  «Počet obyvateľov podľa pohlavia - obce (ročne) [om7102rr_obce=AREAS_SK]».   Statistical Office of the Slovak Republic, 31-03-2025. [Consulta: 31 març 2025].